# Kostel svatého Vojtěcha (Přerov nad Labem)
Kostel svatého Vojtěcha v Přerově nad Labem je římskokatolický filiální kostel čelákovické farnosti stojící v centru středočeské obce Přerov nad Labem. Je jednolodní, obdélníkový, je zakončen půlkruhovým presbytářem a nad průčelím je věž s hodinami. Hlavní oltář je z 1. čtvrtiny 18. století. Portálové oltáře sv. Václava a Panny Marie jsou z konce 17. století. Kostel je chráněn jako kulturní památka. Stojí v sousedství hřbitova naproti zámku a skanzenu lidové architektury – Polabského národopisného muzea.

## Dějiny kostela

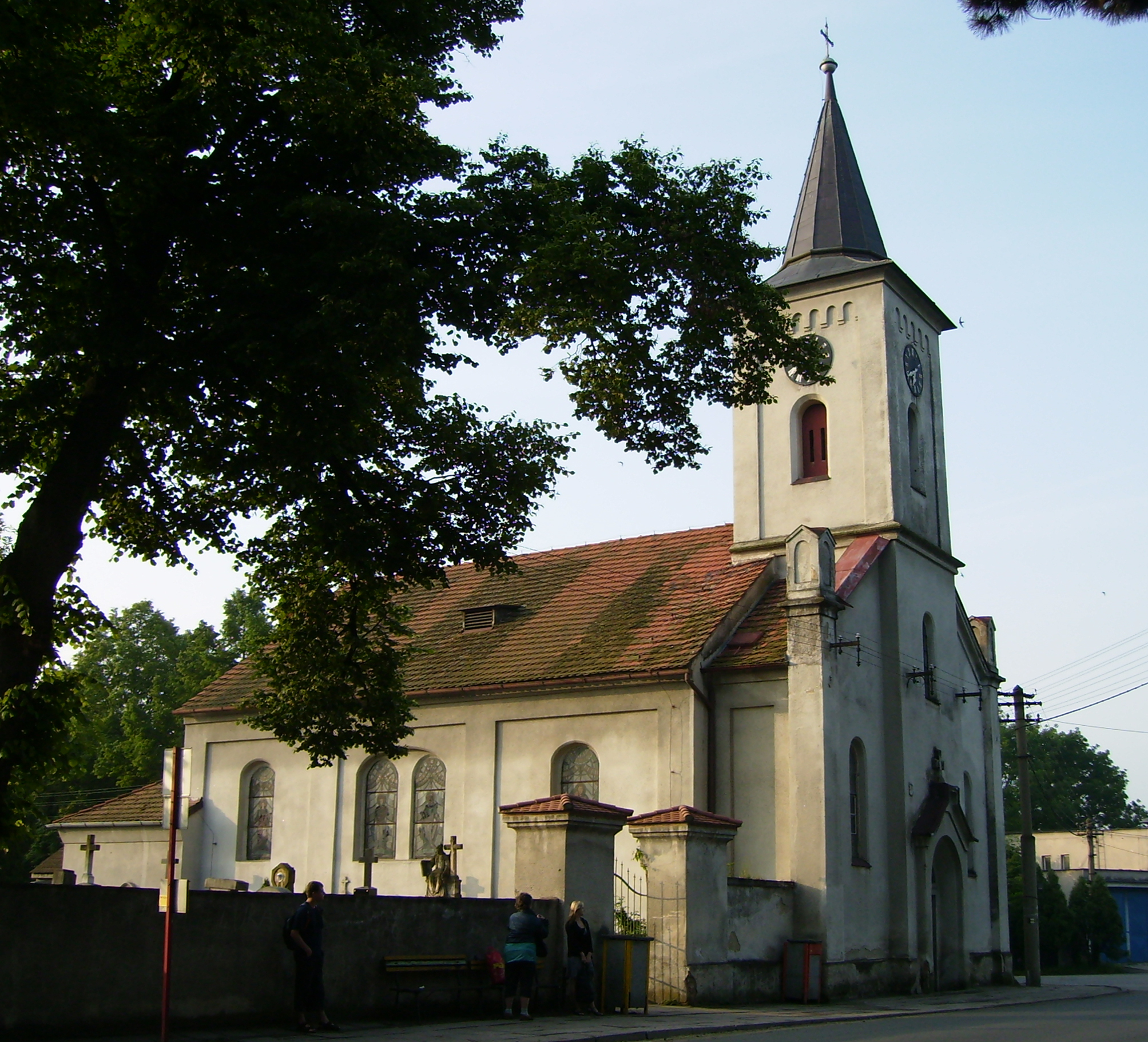
Kostel sv. Vojtěcha v Přerově nad Labem

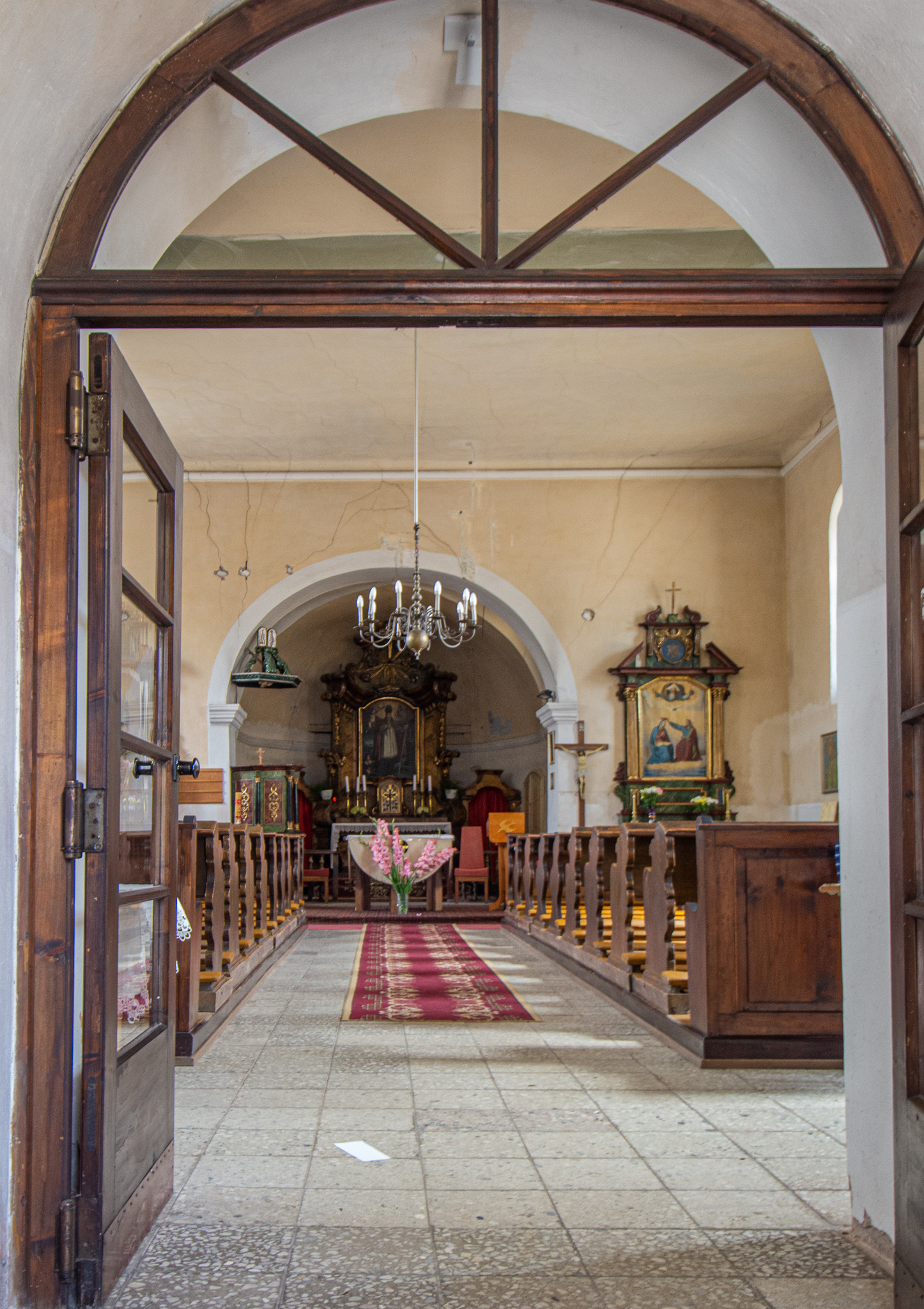
Interiér kostela v Přerově n. Labem

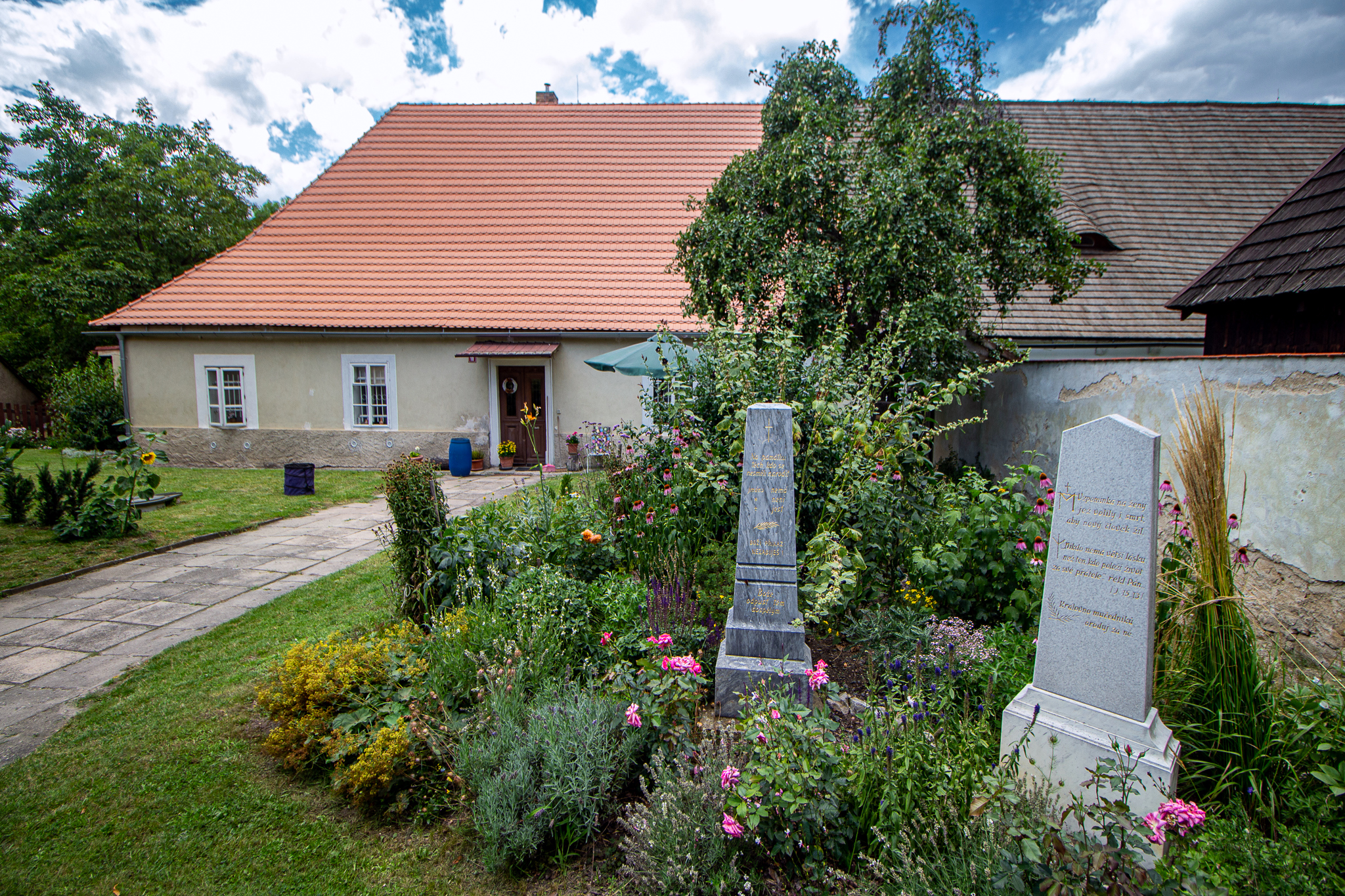
Přerovská fara

Kostel sv. Vojtěcha je v jádru raně barokní kostel z let 1681–1682, ze kterého je zachován presbytář a přilehlá sakristie. Základní kámen byl položen 4. července 1681 na den sv. Prokopa, o rok později byl raně barokní kostel vysvěcen. V roce 1858 musel být kvůli sešlosti uzavřen a bohoslužby se konaly v nedalekých Semicích. V roce 1865 došlo k rozsáhlé přestavbě, při které dostala stavba stávající podobu s novorománskými prvky. Zcela nově byla postavená loď a věž. Obnovený kostel byl otevřen 29. října 1866. Opravy ve 20. století dokumentuji datované vitráže z let 1944–1945.
V chrámu jsou boční oltáře sv. Václava a Panny Marie z konce 17. století a hlavní oltář sv. Vojtěcha z 18. století s obrazem světce od Josefa Syrového. Stejný obraz se objevuje i na kapličce sv. Vojtěcha nad studánkou, která stojí v polích na jih od obce.

## Architektonický vývoj a hodnota

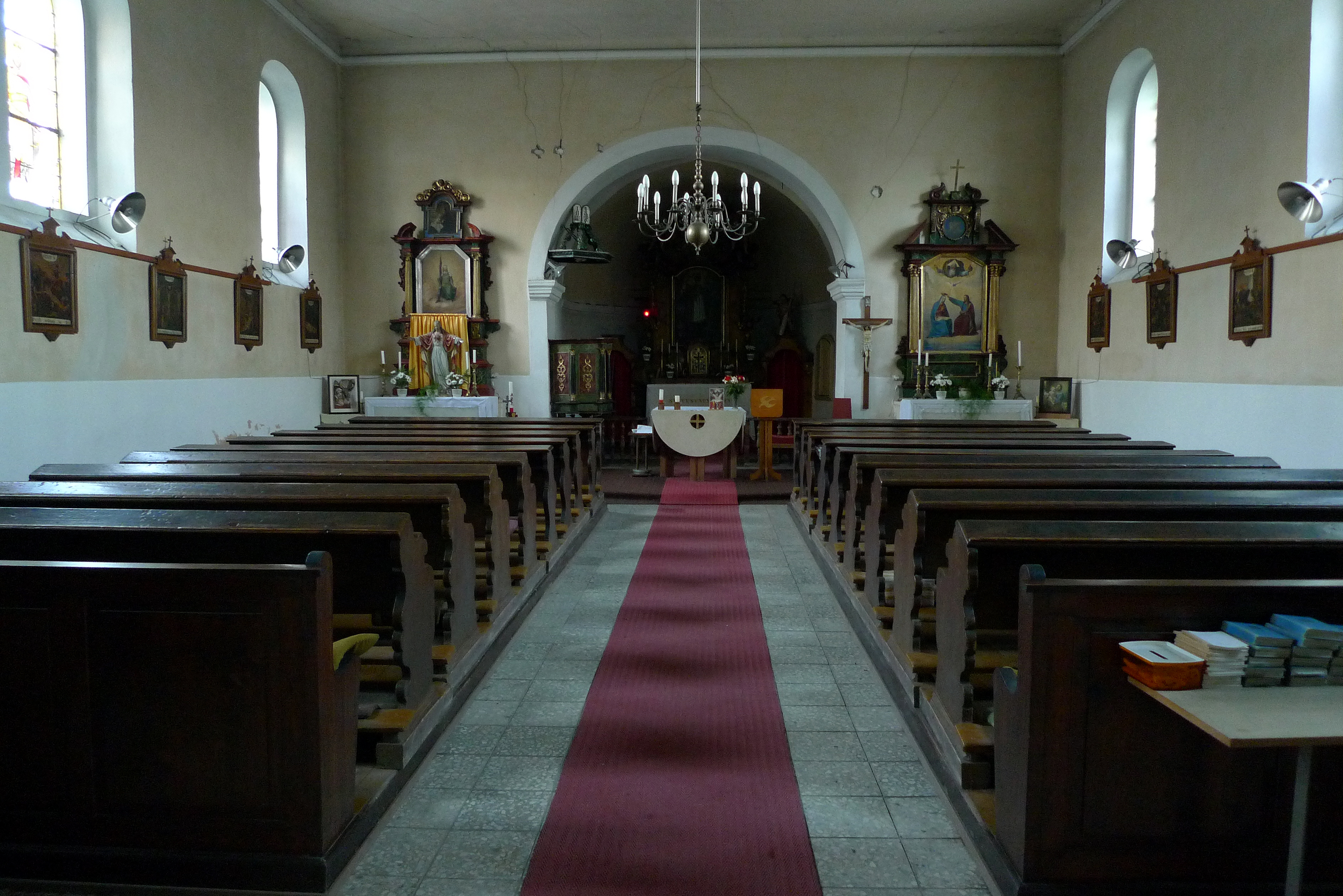
Interiér kostela

Areál kostela sv. Vojtěcha s dochovaným souborem barokního mobiliáře se nachází v historickém jádru obce, na pohledově exponovaném místě naproti areálu zámku a Polabského národopisného muzea se skanzenem lidové architektury.
- Současný kostel je jednolodní stavba s půlkruhovitě uzavřeným presbytářem, obdélnou lodí se vstupní částí za štítovou stěnou zúženou. Nad západním průčelím se zvedá hranolová věž. Na severní straně presbytáře je umístěna sakristie. Loď je členěna soklem a profilovanou podstřešní římsou na bocích, v západním průčelí římsa opisuje štít. Boční stěny členěny lizénovými rámci, uprostřed je sdružené okno, po stranách okna jednoduchá. V západním průčelí vystupuje rizalit podvěží, nároží vysazena, nad nimi vystupují hranolové nástavce s obloukovými vpadlinami a křížovými stříškami. Hlavní dveře s obloukovým nadsvětlíkem. Předsunutý portál se zalamovanou římsou sklenut valeně; na vrcholku kříž. Nad vstupem okno do prostoru za varhanami, po stranách po okně v úrovni oken na bocích lodi. Střecha sedlová, nad zúženou částí pultové stříšky stejného sklonu, ale nižší. Jako střešní krytina jsou použity bobrovky. Věž s profilovanou římsou vespod, členěna nárožními lizénami a obloučkovým vlysem. Okna zvonice prkenná se svislým výřezem v každém křídle. Nad okny ciferníky hodin. Střecha věže plechová, spodní část přechází z čtverce v dvanáctiboký jehlan s makovicí a křížem. Presbytář členěn odsazenou fabionovou korunní římsou. Na jihu při lodi lizénové pole s pravoúhlými dveřmi a nízkým oknem obloukovým. Sakristie s odsazenou korunní římsou šikmou. Na východě obdélné okno. Střechy presbytáře a sakristie valbové, kryté bobrovkami; na sakristii část plechová. Nad presbytářem se zvedá čtyřboká sanktusová vížka pobitá plechem, s jehlancovou střechou přecházející z čtverce do osmiúhelníku. Na vrcholku makovice a dvojitý kříž. Loď plochostropá, pod stropem jednoduchá římsa. Zadní část oddělena stěnou prolomenou trojicemi oblouků v přízemí i v úrovni kruchty, v podvěží valené oblouky, stropy klenuté segmentovými klenbami. Vysunutá kruchta s dřevěnou balustrádou, střed s prospektem varhan předsazen. Na kruchtu a do věže se vystupuje po zatočeném dřevěném schodišti po severní straně. Triumfální oblouk valený, v základu oblouku římsová hlavice, při zemi profilovaný soklík. Presbytář sklenut konchou s římsou vespod a při triumfálním oblouku propojenými výsečemi, oddělenými hřebínkem. Za oltářem velký segmentový výklenek. Na jihu při vstupu za oltář půlkruhový výklenek a jižně od oltáře segmentový výklenek s dřevěnými dvoukřídlými dvířky. Do sakristie se vstupuje raně barokním portálkem s pravoúhlými uchy spojenými kapkami. Dveře původní, s lícem do lodi skládaným krokvovitě. Na protější straně (jižní) dveře novodobé s přeneseným barokním kováním z dveří původních. Záklenek dveří a okna nad nimi segmentová. Sakristie sklenuta segmentovou klenbou, záklenky oken a dveří segmentové. V presbytáři podlaha z cementových dlaždic; v lodi teraco. Vitráže v lodi s postavami světců: sv. Ludmily, sv. Kateřiny, sv. Prokopa, sv. Vojtěcha, sv. Anny, sv. Antonína Paduánského a sv. Václava. V sakristii vitráž s Palladiem země české. Na půdě lodi podlaha z překládaných širokých prken. Krov s ležatou stolicí. Krov nad presbytářem vzpírán šikmými trámky.

- Boční oltář sv. Václava je umístěn v lodi, při stěně severního ramene triumfálního oblouku. Jeho protějškem je obdobně řešený boční oltář Korunování Panny Marie při jižním rameni triumfálního oblouku. Raně barokní oltář s retáblem edikulového typu z 80. let 17. století, doplněný o mladší oltářní plátno pravděpodobně v 2. polovině 19. století. Novodobá polychromie a zlacení. Menza zděná, omítaná; oltářní retabulum dřevěné, řezané, polychromované a zlacené; obraz sv. Václava: olejomalba na plátně; rám dřevěný, profilovaný a stříbřený; výřez rámu 91,5 cm x 64,5 cm, rám 106,5×79,5 cm; obraz sv. Antonína Paduánského: olejomalba na plátně (?)‚ výřez rámu 42×45 cm; oltářní sloupky: výška 90 / 91 cm; boltcové řezané ornamenty: výška (levá strana) 51,5 cm / 27 cm + (pravá strana) 51,5 cm / 28 cm; akantové řezby: výška 21,5 / 22 cm. Oltář sestává ze dvou základních částí – prosté zděné hranolové menzy a dřevěného retáblu edikulového typu s oltářním obrazovým nástavcem. Osově vyvážená architektura oltáře je tvořena vysokým, několikrát odstupněným soklem, členěným profilovanými zalamovanými římsami, které vynášejí edikulovou část s hlavní obrazovou složkou oltáře. Před zadní stěnu je představená dvojice sloupků (s kanelurovanými a vrapovanými dříky a stylizovanými akantovými hlavicemi) nesoucí překlad s rozeklaným segmentovým štítem. Sloupky vymezují prostor pro oltářní plátno s obrazem sv. Václava, které je zasazeno do pravoúhlého rámu s okosenými horními rohy. Středová část oltáře je rozšířena o řezané okřídlí s boltcovým ornamentem a drobnými konzolkami. Oltářní nástavec (s půlkruhově vyklenutou římsou s řezbářským dekorem s festony, volutami a okřídlenou andílčí hlavičkou ve vrcholu) nese obraz sv. Antonína Paduánského ve tvarově bohatém rámu.

- Boční oltář Korunování Panny Marie je umístěn v lodi, při stěně jižního ramene triumfálního oblouku. Jeho protějškem je obdobně řešený boční oltář sv. Václava při severním rameni triumfálního oblouku. Raně barokní oltář s retáblem edikulového typu z 80. let 17. století, doplněný o mladší oltářní plátno pravděpodobně v 2. polovině 19. století. Novodobá polychromie a zlacení. Menza zděná, omítaná; oltářní retabulum dřevěné, řezané, polychromované a zlacené; obraz Korunování Panny Marie: olejomalba na plátně; rám dřevěný, profilovaný, zlacený; výřez rámu 131×182 cm, rám 93,5×141 cm; oltářní sloupky: výška 122,5 / 123 cm; akantové řezby: výška (levá strana) 26 cm / 15,5 cm + (pravá strana) 26,5 cm / 15 cm. Oltář sestává ze dvou základních částí – prosté zděné hranolové menzy a dřevěného retáblu edikulového typu s oltářním nástavcem. Osově vyvážená architektura je tvořena odstupněným soklem se zalamovanými římsami, které vynášejí edikulovou část s hlavní obrazovou složkou oltáře. Před zadní stěnu je představená dvojice sloupků (s kanelurovanými a vrapovanými dříky a stylizovanými akantovými hlavicemi) nesoucí překlad s rozeklaným trojúhelníkovým štítem, do kterého je vložen nástavec s mariánským monogramem. Sloupky vymezují prostor pro oltářní plátno s obrazem Korunováním Panny Marie, které je zasazeno do pravoúhlého rámu s okosenými horními rohy. Středová část oltáře je rozšířena o nenápadné řezané okřídlí s akantovým ornamentem.

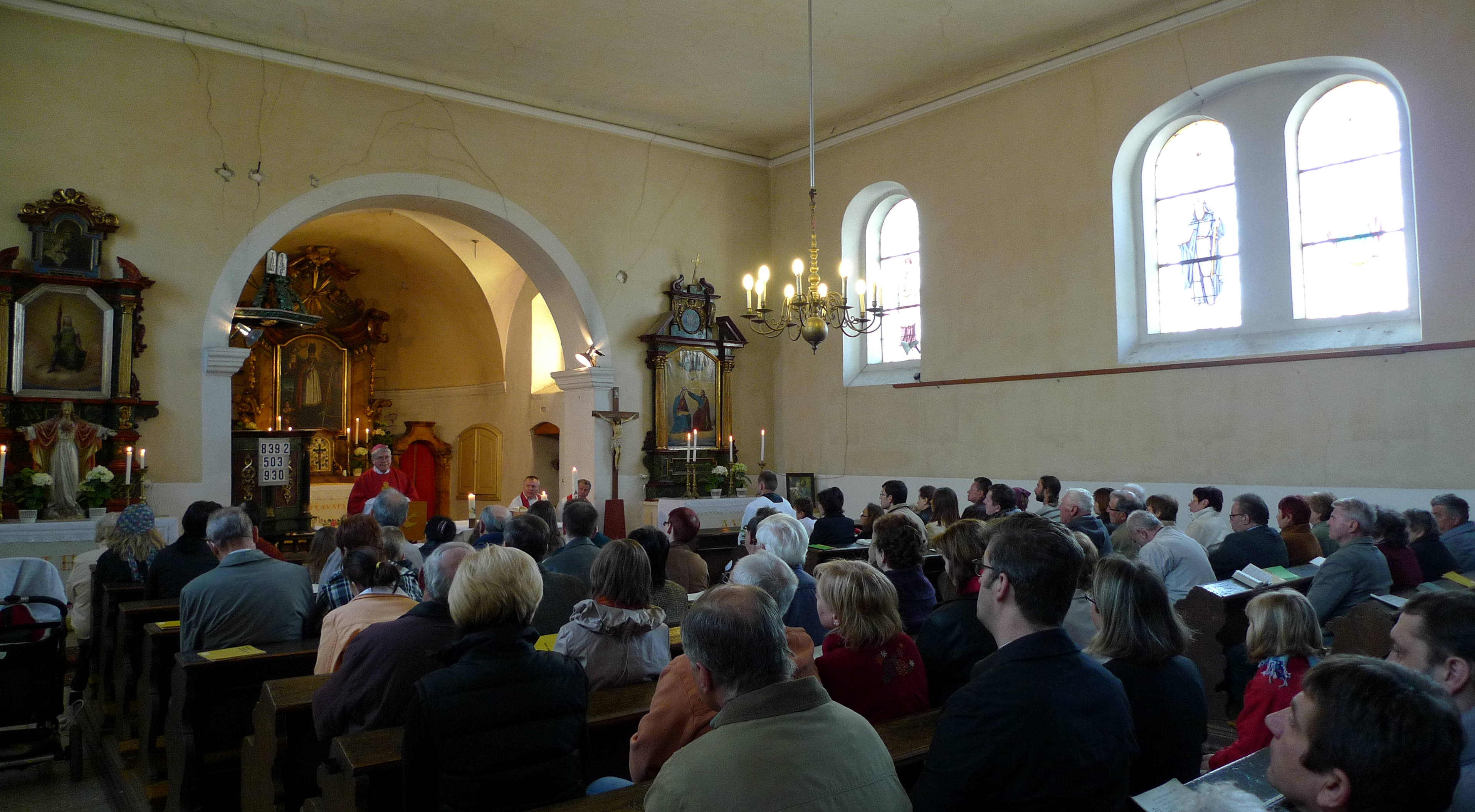
Kostel sv. Vojtěcha při mši

- Kazatelna je umístěna v presbytáři, na severní straně triumfálního oblouku. Raně barokní řezbářská práce z 80. let 17. století, novodobá polychromie imitující mramor a zlacení. Dřevo, polychromie imitující mramor, lazurní polychromie, zlacené detaily; výška řečniště 193 cm, výška sloupků 75,5 cm, ornamenty 55×15,5 cm. Jedná se o ustálený typ kazatelny sestávající z polygonálního řečniště ve tvaru šestibokého hranolu s tektonickou podporou v podobě balustrového sloupku a akustické stříšky kopírující půdorys řečniště. Kazatelna je přístupná ze strany presbytáře po krátkém dřevěném schodišti s plným parapetem. Charakteristickým prvkem řečniště jsou představené štíhlé sloupky (se stylizovanými akantovými hlavicemi) a zalamující se římsy. Sloupky mezi sebou vymezují obdélná zrcadla s řezaným ornamentálním dekorem. Stříšku kazatelny tradičně doplňuje řezba holubice Ducha svatého. Vrchol stříšky zdobí čtyři, do vrcholu se zbíhající zavíjené pásky ve tvaru velkolistého akantu nesoucí Desky zákona.

- Chórová přepážka je raně barokní řezbářská práce, pravděpodobně také z 80. let 17. století. Dřevo, mladší polychromie imitující mramor; výška 73 cm, výška jednotlivých kuželek 65 cm. Jednoduchá dřevěná balustrová přepážka je osazena v rovině triumfálního oblouku. Chybí střední část přepážky – dvoukřídlá dvířka.

- Věžní zvon má 55,5 cm v průměru a 44,5 cm vysoký. Nahoře je mezi barokními ornamenty nápis Anno 1667 GROSS MICH NICOLAVS LÖW IM PRAG, na plášti je nápis TENTO ZWON GEST NAKLADEM DVCHODV G. M. C. DO KAPLE ZAMKV PRZEROWSKEHO ZALOZIENI NEGSWIETEGSSI A NEROZDILNE TROGICE SWATE SPVSOBEN ZA SPRAWI W. M. R. TOHO CZASV SPRAWCE. Zvon byl odlitý Mikulášem Löwem původně pro zámeckou kapli, později byl darovaný do kostela. Druhý zvon z roku 1688 pukl v roce 1867 a byl přelit až v roce 1900 Antonínem Diepoldem, třetí zvon z roku 1789 pukl v roce 1899 při vyzvánění požárního poplachu a byl přelit v roce 1903.

## Památková ochrana
"Soubor věcí kostela sv. Vojtěcha" je od 14. 3. 2011 státem chráněnou kulturní památkou. Zahrnuje kostel sv. Vojtěcha na st. parc. č. 29; ohradní zeď s pilířovou bránou, na p. parc. č. 55; boční oltář sv. Václava; boční oltář Korunování Panny Marie; kazatelnu; chórovou přepážku; 14 zastavení Křížové cesty (uloženy mimo obec v depozitáři); zvon „sanktusník“ a hřbitov na pozemcích st. parc. č. 29 a p. parc. č. 55. V odůvodnění ministerstvo kultury uvádí: "Jedná se o novorománský kostel sv. Vojtěch ze 2. poloviny 19. století s barokním jádrem ze 17. století. Část mobiliáře kostela (oba boční oltáře, kazatelna a chórová přepážka) pocházejí z původního raně barokního vybavení a ostatní (zvon a obrazy Křížové cesty) byly doplněny v 19. století. Kostel sv. Vojtěcha představuje velmi kvalitní příklad sakrální architektury ve vesnickém prostředí. V neposlední řadě má kostel i nepopiratelný urbanistický význam, protože je situován na exponovaném místě v historickém jádru obce naproti zámku a Polabskému národopisnému muzeu se skanzenem lidové architektury."
Z historického mobiliáře, který byl již v roce 1974 zapsán do státního seznamu, se zachoval barokní hlavní oltář sv. Vojtěcha z 1. poloviny 18. století, křtitelnice datovaná rokem 1788, svícny datované rokem 1663 a zvon z roku 1667, který byl dle nápisu původně určen pro kapli přerovského zámku. Dnes z neznámých důvodů nebyl do státního seznamu zapsán zachovaný soubor raně barokního mobiliáře, který tvoří dva protějškové boční oltáře sv. Václava a Korunování Panny Marie, kazatelna a chórová přepážka. Oba oltáře představují velmi zajímavé uměleckohistorické práce variující dva typy raně barokních edikulových retáblů. Řadí se tak spolu s kazatelnou v regionu k ojediněle zachovanému souboru památek z 2. poloviny 17. století.

## Dějiny farnosti
V roce 1781 byla v Přerově zřízena lokálie, kterou postupně vedli: 
- František Veindl (do roku 1786)
- Karel Minsinger (do roku 1807)
- Josef Jeřábek (do roku 1824)
- Antonín Mendler († 1828)
- Matěj Holeček (do roku 1830)
- František Beer (do roku 1841)
- Jan Paleček. Roku 1856 vznikla v Přerově samostatná farnost a prvním farářem se stal dosavadní lokalista Jan Paleček († 1857), po něm následoval Antonín Homolka. Následovali Karel Lauda († 1886), Josef Horák (do roku 1894), Jakub Přecechtěl (do roku 1903) a Josef Ptáček.

V roce 1982, při oslavě 300. výročí jeho vysvěcení, se konala poutní slavnost za účasti kardinála Františka Tomáška. V roce 2010 tu sloužili slavnostní mši u příležitosti vysvěcení kapličky sv. Vojtěcha nad studánkou pražský biskup Václav Malý a generální vikář Michael Slavík.

## Galerie

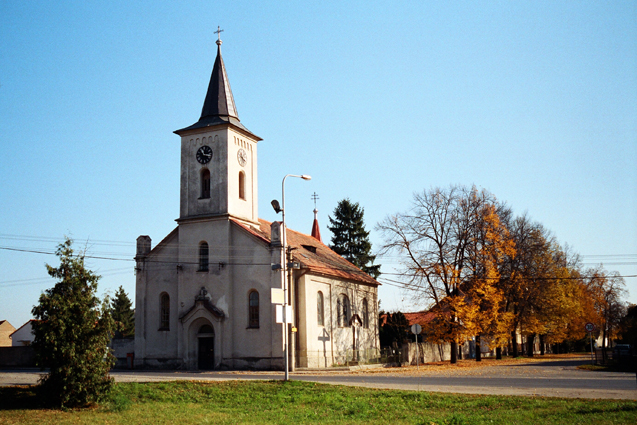
Kostel sv. Vojtěcha v Přerově nad Labem
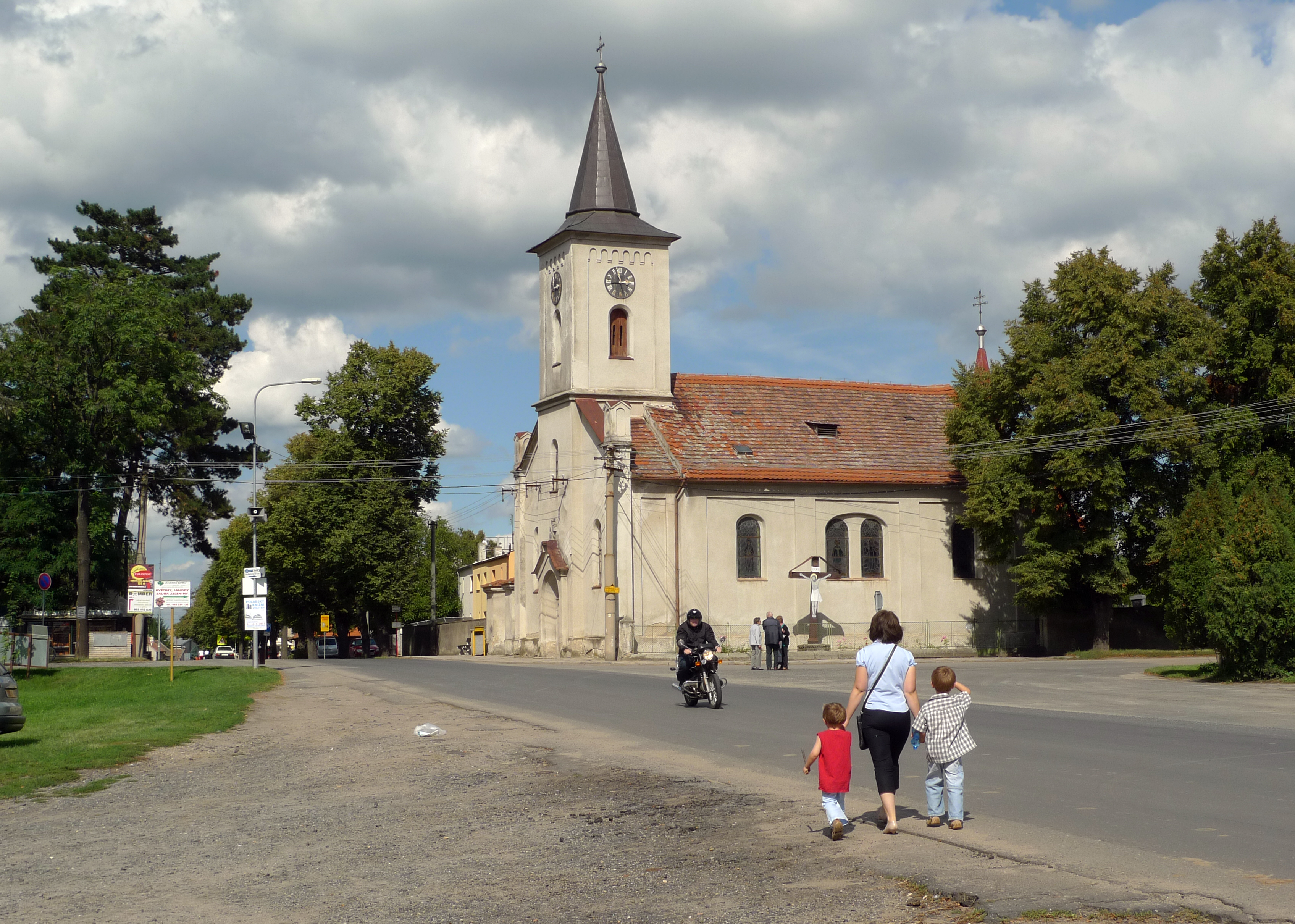
Kostel sv. Vojtěcha v Přerově nad Labem
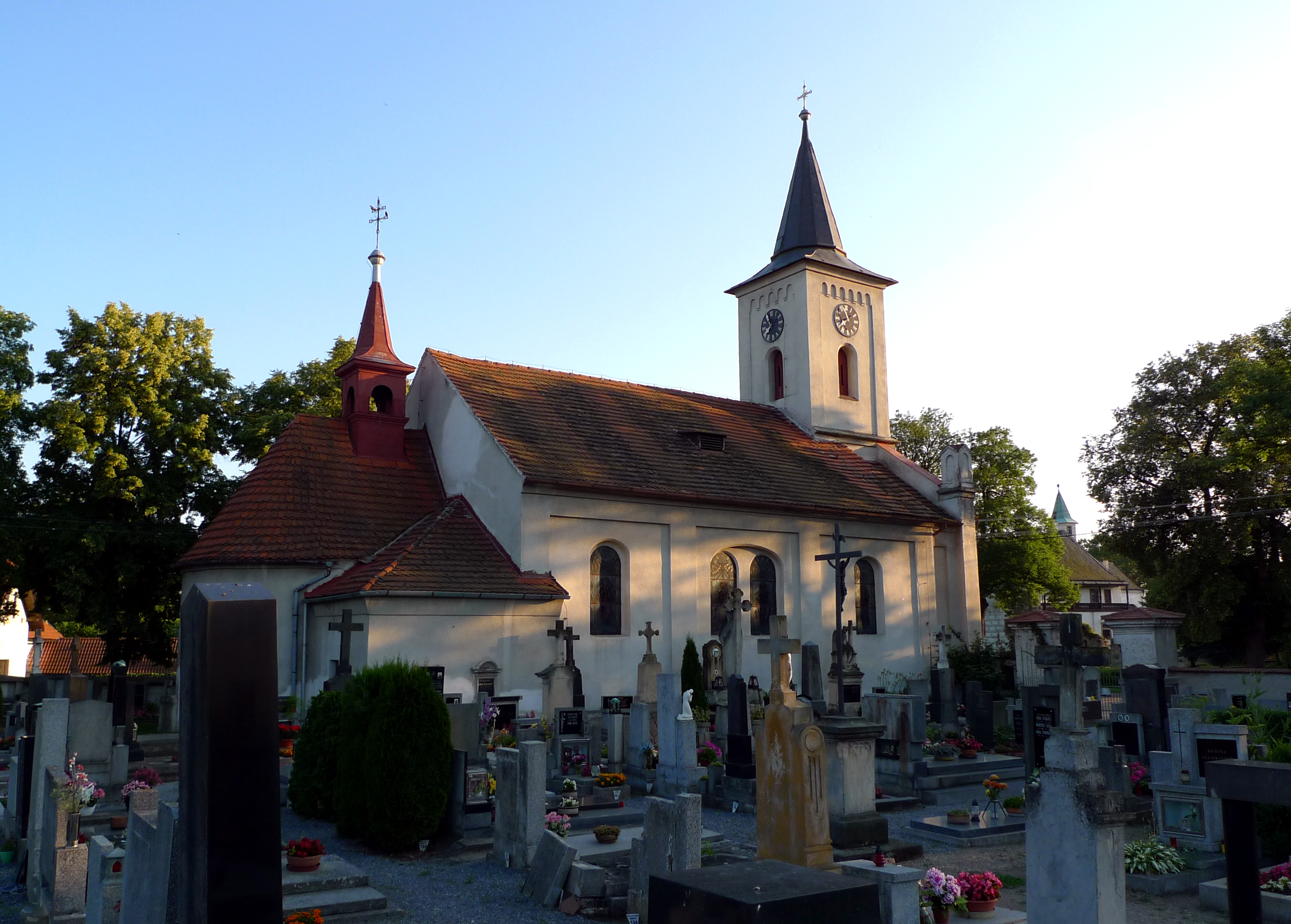
Kostel sv. Vojtěcha v Přerově nad Labem ze strany hřbitova
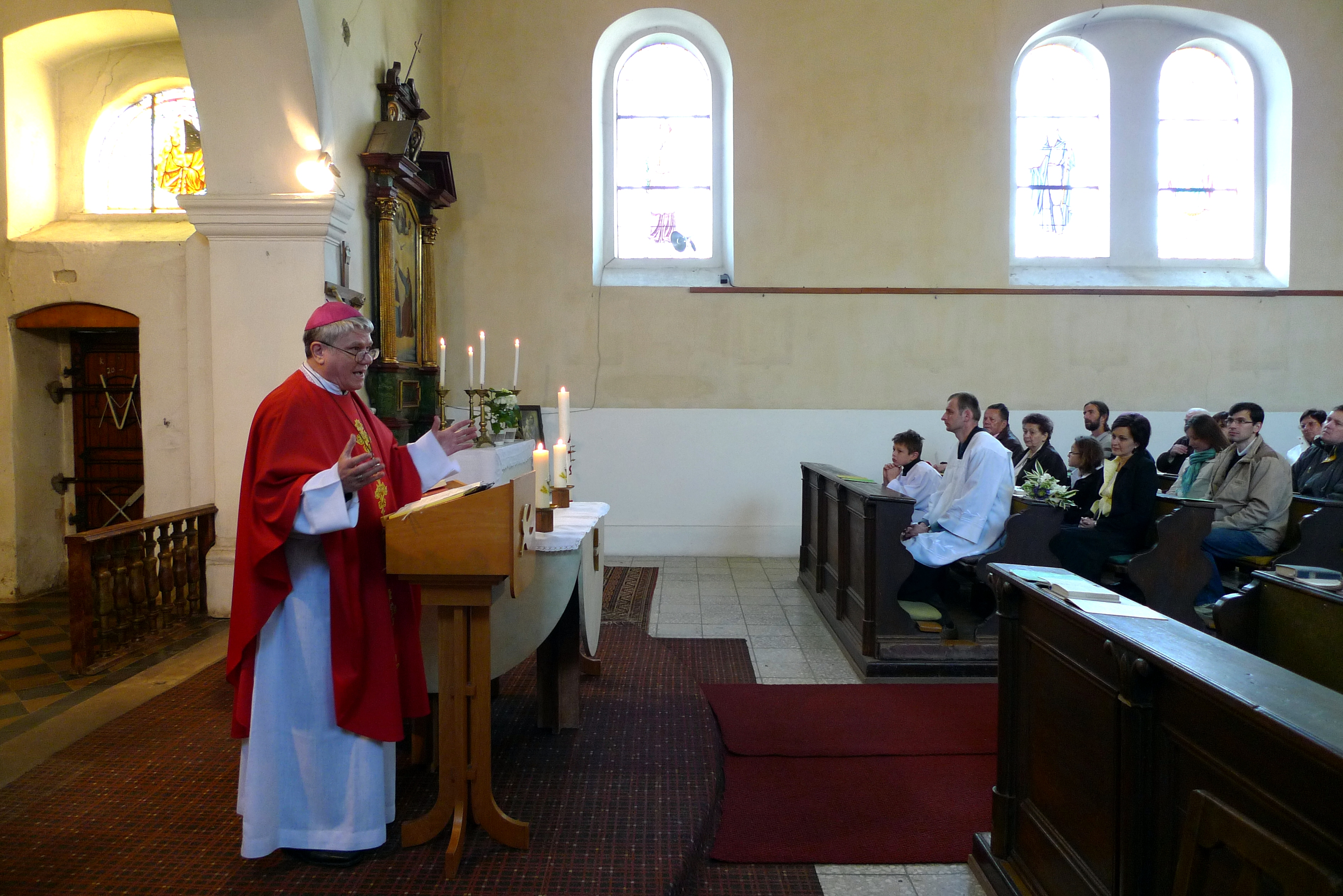
Biskup Václav Malý během mše v roce 2010
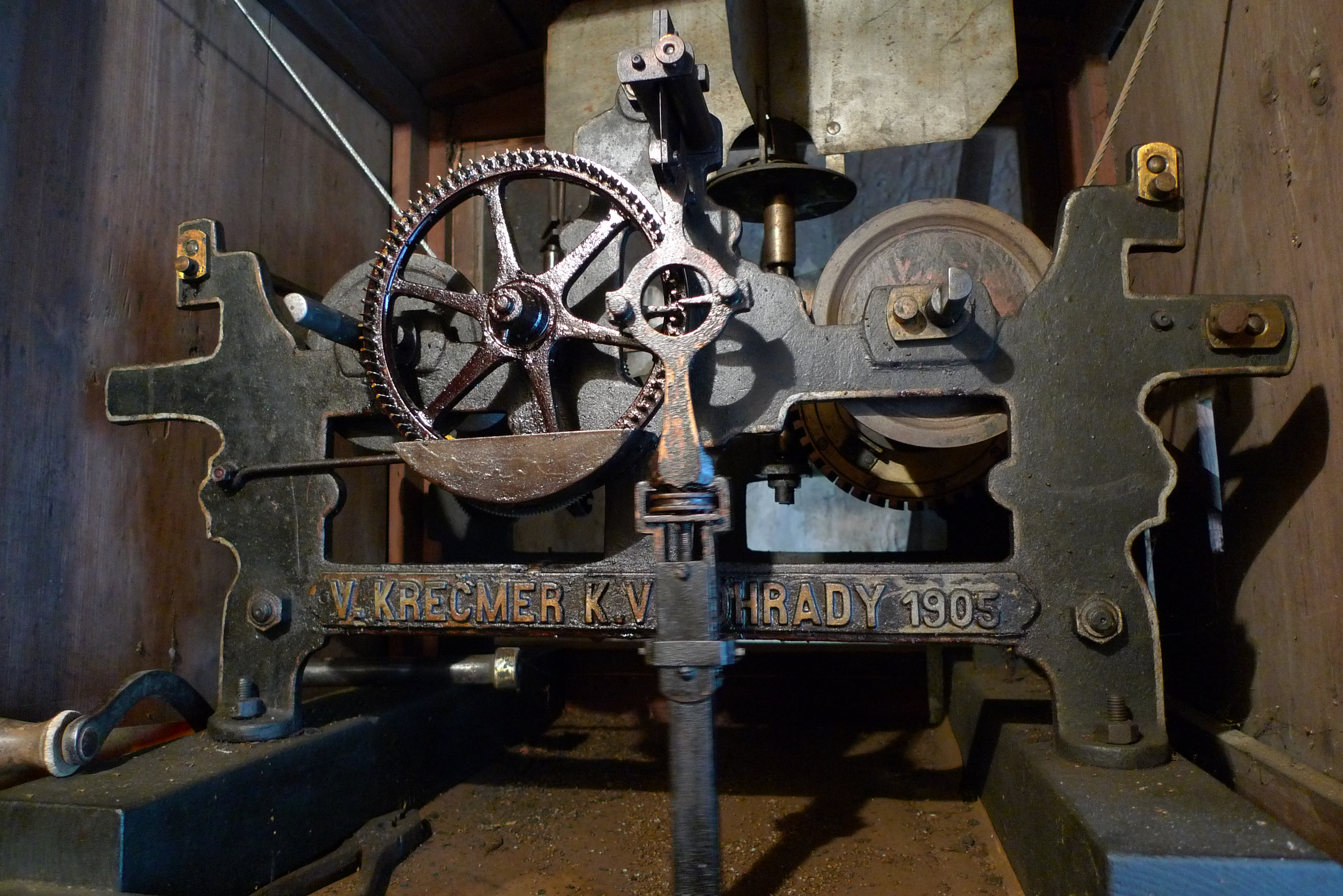
Hodinový strojek ve věži kostela
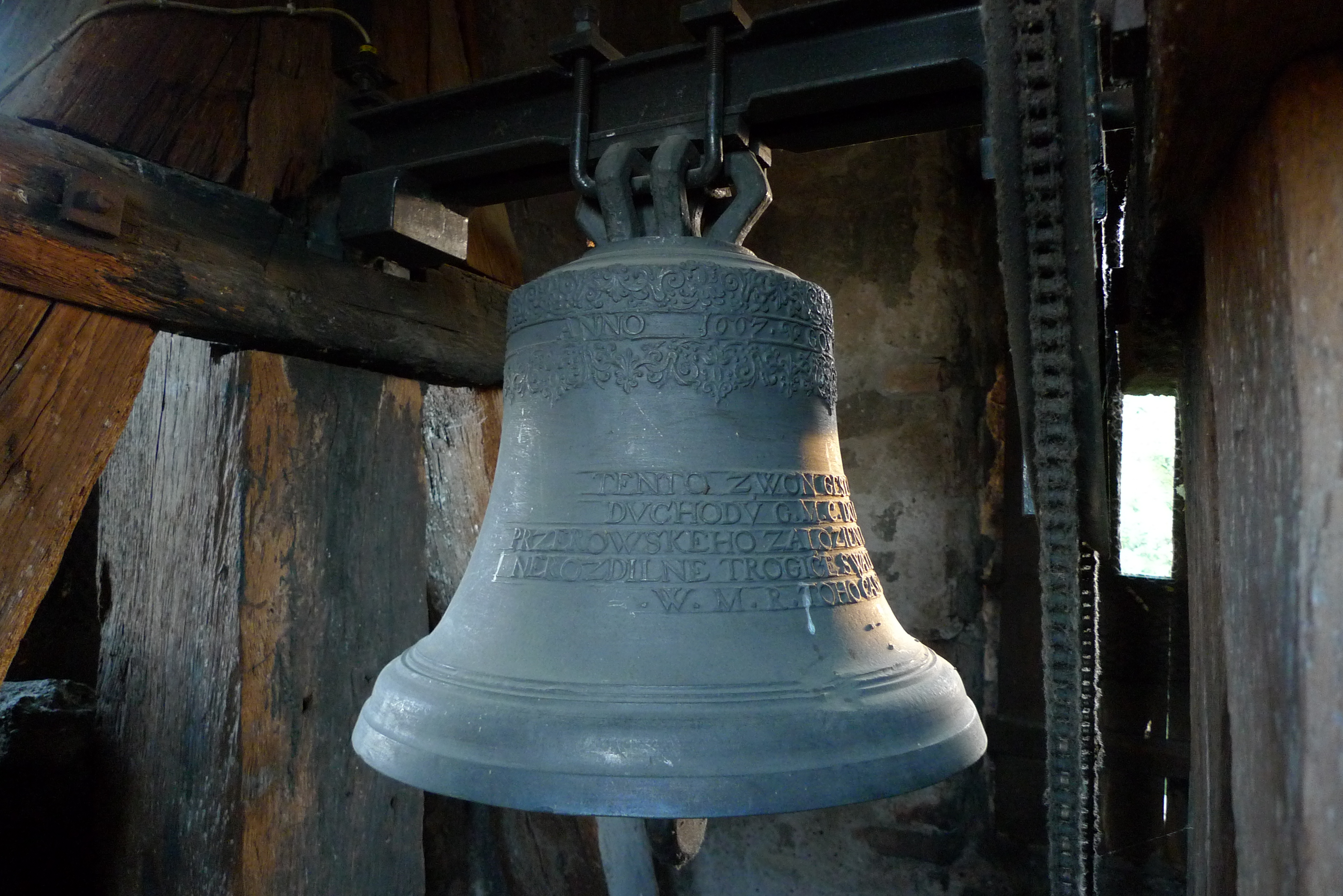
Jeden ze dvou zvonů ve věži kostela